# کارگزار مرا خبر کنید!
کارگزار مرا خبر کنید! (انگلیسی: Call My Agent!) با عنوان اصلیِ ده درصد (فرانسوی: Dix pour cent!‎) یک مجموعهٔ تلویزیونی کمدی-درام فرانسوی است که در سال ۲۰۱۵ منتشر شد.

## گزیدهٔ بازیگران

### بازیگران اصلی و مکمل
- لیلیان روور
- لوری کالامی
- استفی سلما
- ایزابل کاندلیر
- فیلیپان لروآ-بولیو
- فرانسوا سیویل
- آن ماریون
- استفان فریس
- دومینیک بسنئار
- سارا سوکو
- گرگوری مونتل

### بازیگران مهمان
این هنرمندان در نقش خودشان ظاهر شدند:
- سسیل دو فرانس
- لین رنو
- فرانسواز فابیان
- ناتالی بای
- لورا اسمت
- ژیل للوش
- زین‌الدین سوآلم
- اودره فلورو
- ژولی گایه
- فرانسوا برلئان
- میشل دروکر
- ویرژینی افیرا
- رمزی بدیا
- فابریس لوکینی
- کریستوفر لمبرت
- ایزابل آجانی
- گی مرشان
- ژولیت بینوش
- ژان دوژاردن
- مونیکا بلوچی
- ژرار لانون
- ایزابل هوپر
- بئاتریس دال
- اودره فلورو
- کلود للوش
- لین رنو
- شارلوت گنزبور
- فرانک دوبوسک
- ژوزه گارسیا
- ساندرین کیبرلن
- سیگورنی ویور
- ژان رنو